# Metronomen
Metronomen på Frederiksberg er Frederiksbergs kulturhus. Det hed før i tiden Byggeriets Hus og ligger i Svømmehalskvarteret ved Aksel Møllers Have. Metronomen blev navnet, da Metroen Aksel Møllers Have Station ligger der.